# Hulubelu
Hulubelu je kaldera vulkanického původu nacházející se na jihu Sumatry v Indonésii. Je oválného tvaru, 4 km dlouhá a stěny na okraji mají výšku zhruba 300 m. Stáří kaldery není známé, ale z postkalderového období pochází menší čedičové či andezitové sopky na jejím dně a svazích. V současnosti jsou jediným projevem vulkanické činnosti pouze bahenní sopky, fumaroly a termální prameny.